# Liam Parsons
Daniel Liam Parsons (* 27. Juni 1977 in Thunder Bay, Ontario) ist ein ehemaliger kanadischer Leichtgewichts-Ruderer. Er gewann 2008 eine olympische Bronzemedaille.

## Karriere
Der 1,85 m große Parsons begann 1992 mit dem Rudersport. Bei den Weltmeisterschaften 2004 gewann der kanadische Leichtgewichts-Doppelvierer mit Jeff Bujas, Scott Moore,  Matt Jensen und Liam Parsons die Silbermedaille mit 0,19 Sekunden Rückstand auf die Italiener. 2005 traten Jensen und Parsons im Leichtgewichts-Doppelzweier beim Weltcup in Eton und Luzern an, waren aber nicht bei den Weltmeisterschaften dabei. Bei den Weltmeisterschaften 2006 startete Parsons im kanadischen Leichtgewichts-Vierer ohne Steuermann. In der Besetzung John Sasi, Mike Lewis, Liam Parsons und Iain Brambell erreichte das Boot den vierten Platz bei den Weltmeisterschaften in Eton mit 1,8 Sekunden Rückstand auf die drittplatzierten Iren. Im Jahr darauf belegten Iain Brambell, Jon Beare, Mike Lewis und Liam Parsons den vierten Platz mit anderthalb Sekunden Rückstand auf Silber und Bronze. In der gleichen Besetzung gewannen die Kanadier bei den Olympischen Spielen 2008 in Peking Bronze hinter den Dänen und den Polen.